# Nullum crimen, nulla poena sine praevia lege poenali
Nullum crimen, nulla poena sine praevia lege poenali este o expresie în latină, care se traduce ca „nici o crimă, nici o pedeapsă fără lege". Expresia este folosită în dreptul penal pentru a exprima principiul conform căruia, pentru ca un comportament să fie calificat drept crimă, ar trebui să fie stabilit ca atare într-o normă penală, înainte de realizarea și încadrarea acestui comportament ca faptă penală.
Prin urmare, nu numai existența infracțiunii depinde de existența anterioară a unei prevederi legale care să o declare ca atare (nullum crimen sine lege praevia), dar, de asemenea, pentru ca o pedeapsă care urmează să fie aplicată făptuitorului într-un anumit caz, este necesar că legislația în vigoare să stabilească pedeapsa pentru crima comisă (nulla poena sine praevia lege).
Acesta este un principiu juridic de bază care a fost incorporat în dreptul penal internațional, care interzice crearea unor legi ex post facto, care nu favorizează acuzatul.
Acest principiu a fost dezvoltat de Paul Johann Anselm Ritter von Feuerbach, ca parte a codului penal bavarez (1813), cu toate că principiul legalității derivat a fost creat de către Cesare Beccaria Bonesana.

## Cerințe
În dreptul penal european modern s-a constatat că principiul nulla poena sine lege constă din patru cerințe distincte:
Nulla poena sine lege praeviaNu trebuie să existe nici o pedeapsă fără precedent.
Nulla poena sine lege scriptaNu trebuie să existe nici o pedeapsă fără lege scrisă.
Nulla poena sine lege certaNu trebuie să existe nici o pedeapsă fără o lege bine definită.
Nulla poena sine lege strictaNu trebuie să existe nici o pedeapsă fără lege justă.